# Hamlin (Kansas)
Hamlin – miasto położone w hrabstwie Brown.